# Joan Mayol Serra
Joan Mayol Serra (Palma, 1954) és un biòleg i polític mallorquí del PSM.
Fou elegit diputats a les eleccions al Parlament de les Illes Balears de 1987. Entre el 1999 i el 2000 fou conseller d'Agricultura i Pesca del Govern de les Illes Balears presidit per Francesc Antich, en el que s'anomenà Pacte de Progrés. Hagué de dimitir i fou substituït per Mateu Morro. En la seva faceta de biòleg, és tècnic facultatiu de la Conselleria de Medi Ambient i professor associat de la UIB.
És autor dels llibres Els aucells de les Balears (1978), traduït a l'anglès, Rèptils i amfibis de les Balears (1985), Medi ambient, ecologia i turisme a les illes Balears, (1992), Les terres de baliar : apunts de natura i de paisatge (1998), Autonomia i medi ambient a les Balears (2005), Que punyetes és la biodiversitat? (2008), El llibre de l'oli: El conreu de l'olivera i la producció d'oli a les illes Balears (2013) a més ha estat coautor en diverses obres col·lectives i col·laborador en diverses revistes com Quercus o  Lluc.